# Cosplay

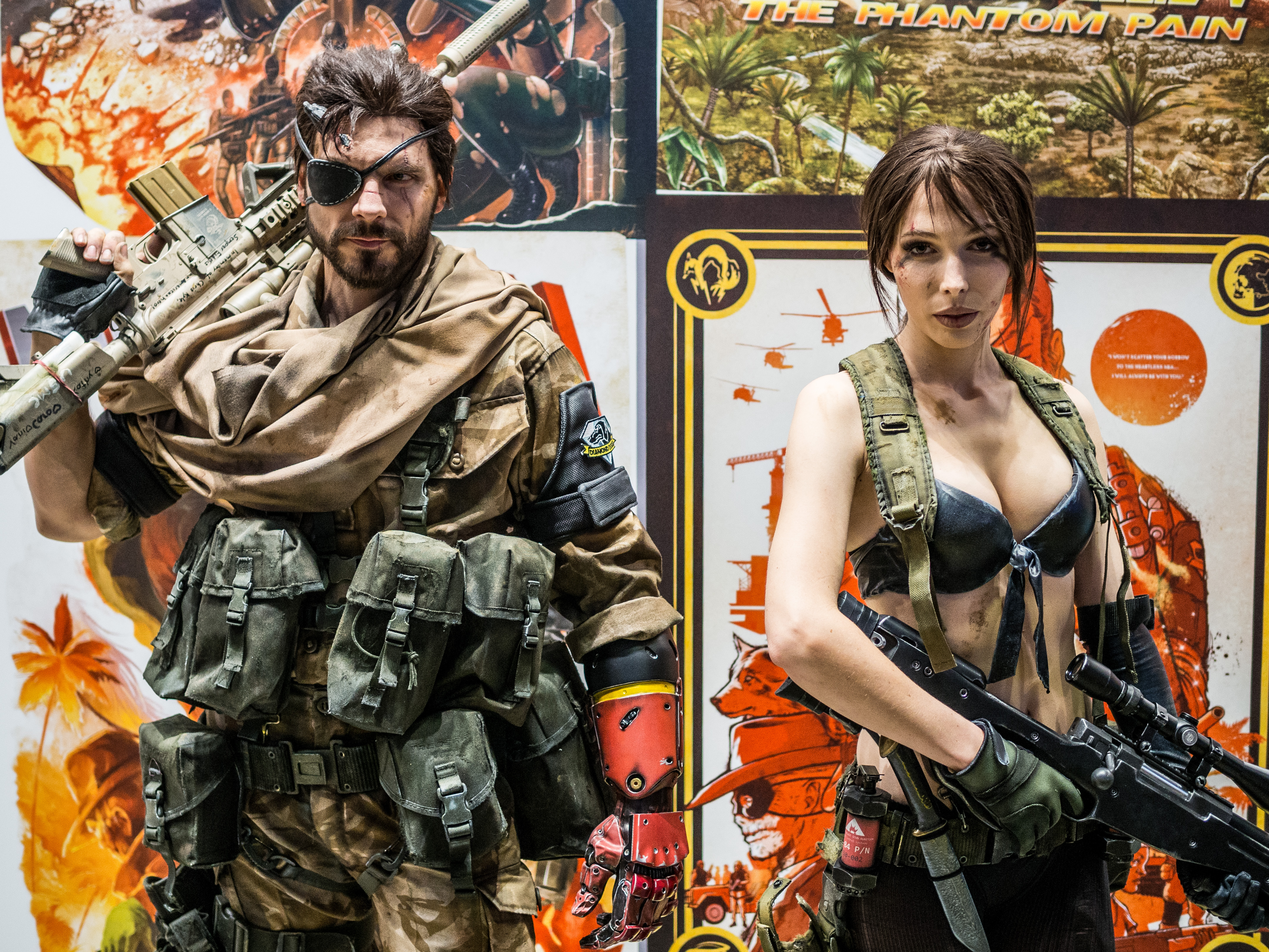
Cosplayers vestidos como Venom Snake e Quiet, do jogo Metal Gear Solid V: The Phantom Pain, na Gamescom 2015, em Colônia, na Alemanha.

O cosplay é o ato ou prática de se vestir como um personagem de uma obra de ficção preexistente. O cosplay se tornou comum entre fãs de histórias e personagens retratados em várias formas de mídia de massa, incluindo anime, histórias em quadrinhos, jogos eletrônicos, televisão e cinema. A maioria dos cosplays é feita por amadores por diversão, embora modelos profissionais de cosplay e competições de cosplay também sejam populares.
Seus participantes são designados "cosplayers" e geralmente interagem para criar uma subcultura. O cosplay se distingue de meramente se fantasiar porque o objetivo principal é retratar ou encarnar um personagem, e não participar de uma celebração.

## Etimologia
O termo é derivado da palavra japonesa kosupure (em japonês:  コスプレ), montada com as palavras kosuchuumu (“fantasia”) e pure (“brincadeira”). A cunhagem reflete um método japonês comum de abreviação, no qual as duas primeiras moras de um par de palavras são usadas para formar um composto independente. A anglicização "cosplay" é uma abreviação de costume play, do inglês costume - traduzido como "fantasia" ou "figurino" - e play, traduzido como "jogo" ou "dramatização". Desta forma, o termo é composto pelas duas contrapartes acima mencionadas – figurino e dramatização.
O termo foi cunhado por Nobuyuki Takahashi, do Studio Hard, depois que ele compareceu à Convenção Mundial de Ficção Científica (em inglês:  World Science Fiction Convention, Worldcon) de 1984, em Los Angeles, e viu fãs fantasiados, sobre os quais ele escreveu mais tarde em um artigo para a revista japonesa My Anime. Takahashi decidiu cunhar uma nova palavra em vez de usar a tradução existente do termo inglês "masquerade", porque isso se traduz em japonês como "uma festa à fantasia aristocrática", o que não condizia com sua experiência na Worldcon.

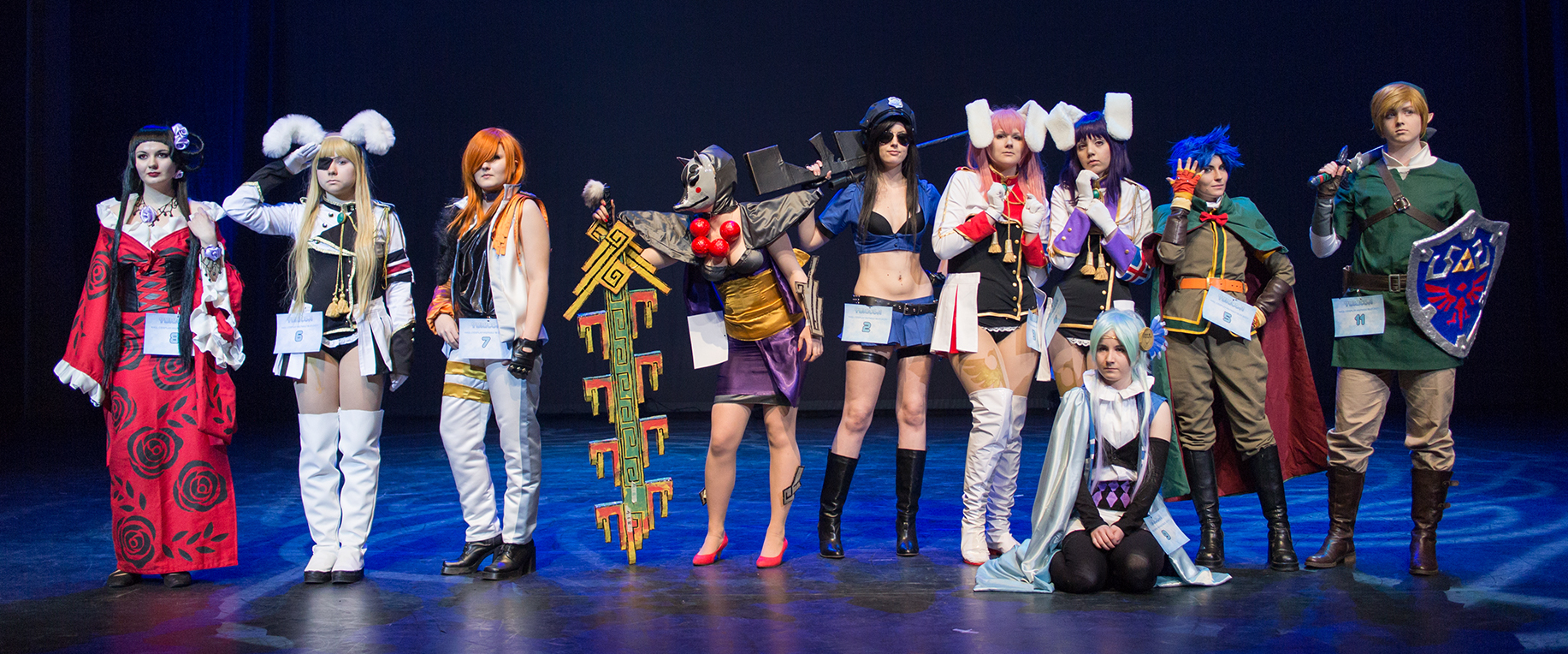
Cosplayers na Yukicon 2014, uma convenção de fãs realizada na Finlândia.

## História

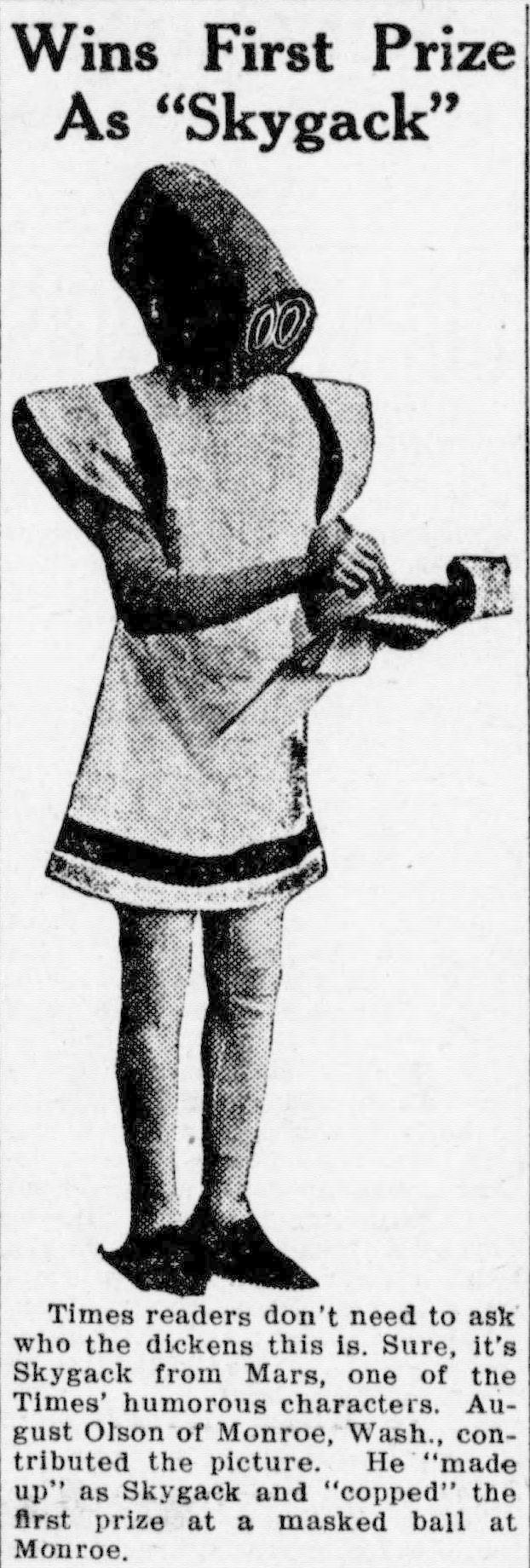
Mr. Skygack - um traje ou roupa de cosplay dos primeiros tempos modernos, estado de Washington, 1912.

### Antes do século XX
Talvez o primeiro evento documentado do cosplay tenha sido um baile de máscaras organizado pelo escritor francês de ficção científica, Júlio Verne, no final do século XIX. Embora não fosse um requisito do evento, muitos dos participantes usavam fantasias inspiradas em personagens dos livros de Júlio Verne. Festas à fantasia se tornaram populares a partir do século XIX. Os guias de figurino da época, como o Male Character Costumes de Samuel Miller (1884) ou o Fancy Dresses Described de Ardern Holt (1887), apresentam trajes principalmente genéricos, sejam trajes de época, trajes nacionais, objetos ou conceitos abstratos como "Outono" ou "Noite". Os trajes mais específicos descritos são para figuras históricas, embora alguns sejam provenientes de ficção, como Os Três Mosqueteiros ou personagens de Shakespeare.
Em março de 1891, uma chamada literal de Herbert Tibbits para o que hoje seria descrito como "cosplayers" foi anunciada para um evento realizado de 5 a 10 de março daquele ano no Royal Albert Hall em Londres, para o chamado Vril-Ya Bazaar and Fete, um evento relacionado a um romance de ficção científica e seus personagens, publicado duas décadas antes. O evento foi considerado a primeira convenção de fãs de ficção científica do mundo.

### Origem das convenções de fãs
O personagem da tira de ficção científica Mr. Skygack, from Mars de A.D. Condo. (um etnógrafo marciano que comicamente não entende muitos assuntos terrestres) é indiscutivelmente o primeiro personagem fictício que as pessoas imitaram usando fantasias, como em 1908, o Sr. e a Sra. William Fell de Cincinnati, Ohio, teriam assistido a um baile de máscaras em um rinque de patinação vestindo trajes de Mr. Skygack e Miss Dillpickles. Mais tarde, em 1910, uma mulher não identificada ganhou o primeiro prêmio no baile de máscaras em Tacoma, Washington, vestindo outra fantasia de Skygack.
As primeiras pessoas a usarem fantasias para participar de uma convenção foram os fãs de ficção científica Forrest J Ackerman e Myrtle R. Douglas, conhecida como Morojo. Eles compareceram à 1ª Convenção Mundial de Ficção Científica de 1939 (Worldcon) no Caravan Hall, Nova York, vestidos com um traje que foi apelidado de "futurecostume" (figurino futurista), incluindo capa verde e calções, baseados na arte da revista pulp de Frank R. Paul e o filme de 1936 Things to Come, projetados e criados por Morojo. Ackerman mais tarde afirmou que achava que todos deveriam usar uma fantasia em uma convenção de ficção científica, embora apenas ele e Douglas o fizessem.
Desde então, tornou-se uma prática anual na Worldcon, com concursos e atrações próprias, e mais tarde estendendo-se aos fãs de fantasia e quadrinhos. Os primeiros cosplays de mangá/anime registrados são posteriores aos anos 70, nos EUA. O fenômeno do cosplay chegou ao Japão na década de 80 por meio de Nobuyuki Takahashi, que ficou surpreso com o costume ao visitar um Wordcon, que começou a incentivar a pratica no Japão pelas revistas de ficção científica. Tornou-se comum no Japão durante as Comic Markets do Japão (criadas em 1975), que se celebram em Odaiba, em Tóquio, lugares de compra e venda de Dōjinshi. Esse evento  prosseguiu desde então e se realiza regularmente. Lá, grupos de japoneses vestiam-se de seus personagens favoritos de mangás, animes, comics e videojogos. Assim pois, tal prática sempre tem sido muito relacionada com aqueles produtos. Contudo, com o passar do tempo, foi-se estendendo a outros domínios, em conceitos e culturas.

## Prática do cosplay

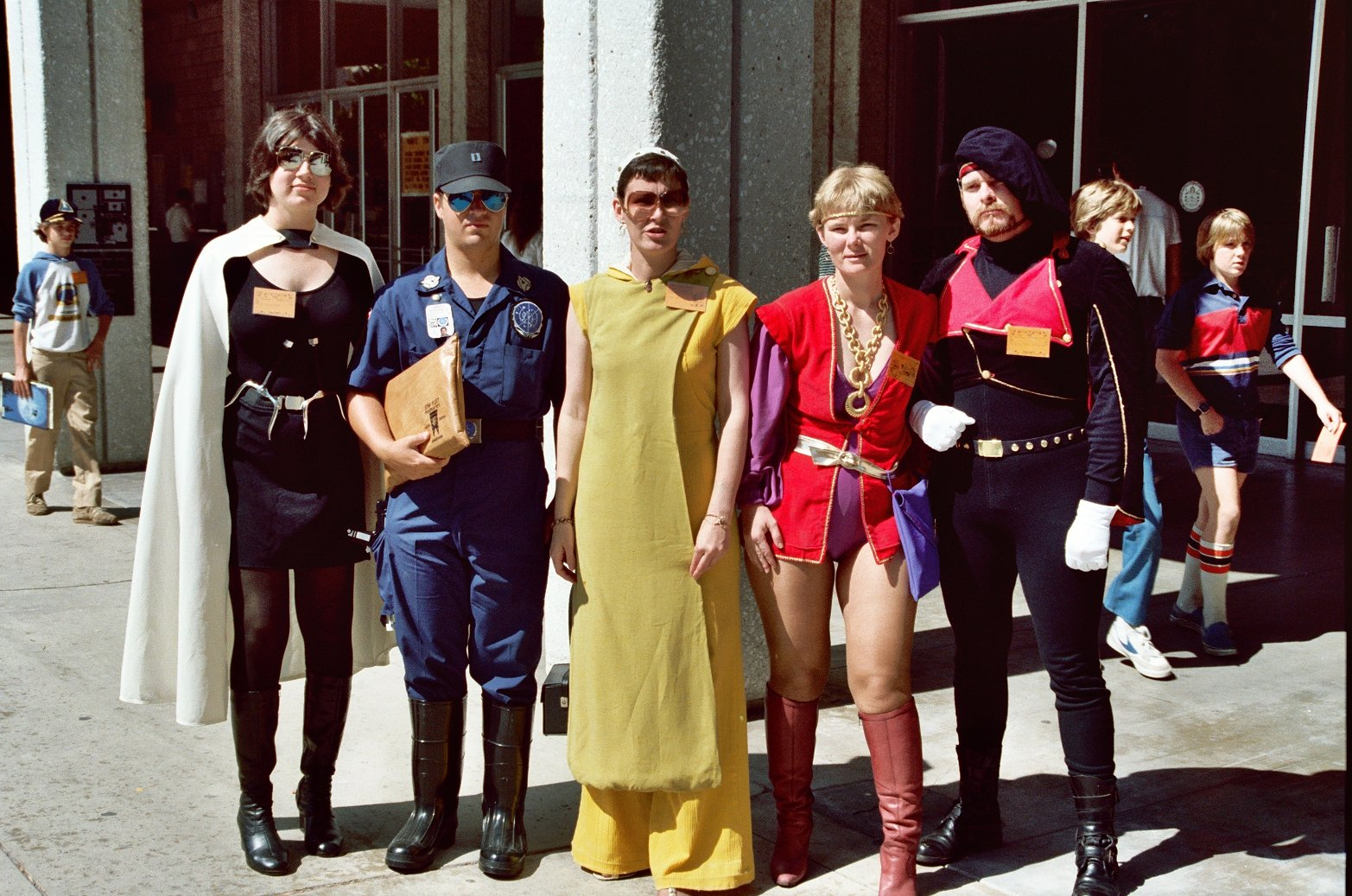
Cosplayers na San Diego Comic-Con de 1982, em San Diego, Estados Unidos.

Os trajes de cosplay variam muito e podem variar de roupas temáticas simples a trajes altamente detalhados. Geralmente é considerado diferente das fantasias usadas no Halloween ou no carnaval, pois a intenção é replicar um personagem específico, em vez de refletir a cultura e o simbolismo de um feriado ou de uma celebração. Como tal, quando em trajes, alguns cosplayers muitas vezes procuram adotar o afeto, maneirismos e linguagem corporal dos personagens que retratam (com pausas em que "saem do personagem"). Os personagens escolhidos para o cosplay podem ser provenientes de qualquer filme, série de TV, livro, história em quadrinhos, videogame, banda de música, anime ou mangá. Alguns cosplayers até optam por fazer cosplay de um personagem original de seu próprio design ou uma fusão de diferentes gêneros (por exemplo, uma versão steampunk de um personagem), e é parte do ethos do cosplay que qualquer um pode ser qualquer coisa, incluindo personagens do sexo oposto ou de outra etnia.

### Trajes

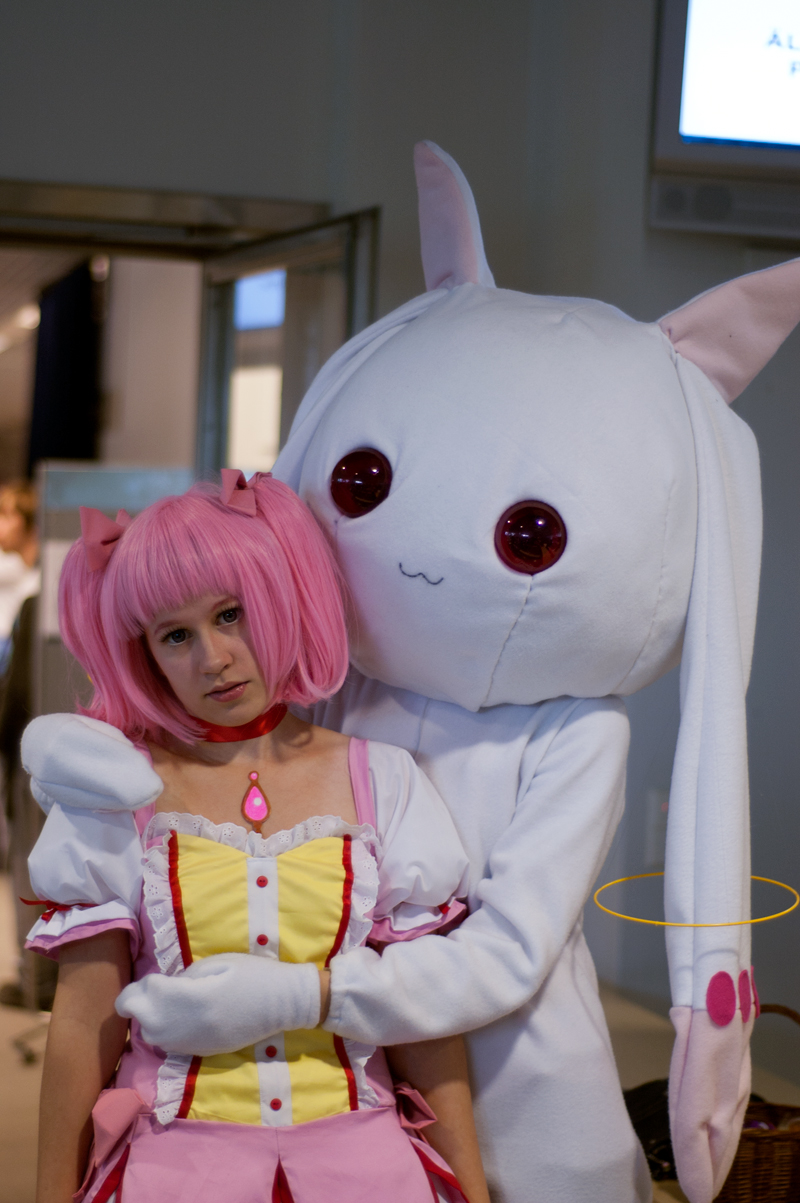
Cosplayers de Madoka Kaname e Kyubey de Puella Magi Madoka Magica durante o evento Tracon 2013 no Tampere Hall em Tampere, Finlândia

Cosplayers obtêm suas roupas através de muitos métodos diferentes. Os fabricantes produzem e vendem roupas embaladas para uso em cosplay, com diferentes níveis de qualidade. Esses trajes geralmente são vendidos on-line, mas também podem ser comprados de revendedores em convenções. Os fabricantes japoneses de trajes de cosplay relataram um lucro de 35 bilhões de ienes em 2008.
Cosplay representa um ato de incorporação. O cosplay tem sido intimamente ligado à apresentação de si mesmo, mas a capacidade de desempenho dos cosplayers é limitada por suas características físicas. A precisão de um cosplay é julgada com base na capacidade de representar com precisão um personagem através do corpo, e cosplayers individuais frequentemente são confrontados por seus próprios "limites corporais", como nível de atratividade, tamanho do corpo e deficiência que muitas vezes restringem e limitam como preciso que o cosplay é percebido. A autenticidade é medida pela capacidade individual de um cosplayer de traduzir a manifestação para o próprio cosplay. Alguns argumentam que o cosplay nunca pode ser uma representação verdadeira do personagem; em vez disso, ele só pode ser lido através do corpo, e a verdadeira encarnação de um personagem é julgada com base na proximidade com a forma original do personagem. O cosplay também pode ajudar algumas pessoas com problemas de autoestima.
Muitos cosplayers criam suas próprias roupas, referenciando imagens dos personagens no processo. Na criação das roupas, muito tempo é dado aos detalhes e qualidades, assim a habilidade de um cosplayer pode ser medida pela dificuldade dos detalhes da roupa e pelo quão bem eles foram replicados. Devido à dificuldade de replicar alguns detalhes e materiais, os cosplayers muitas vezes se educam na elaboração de especialidades como têxteis, escultura, pintura facial, fibra de vidro, design de moda, marcenaria e outros usos de materiais no esforço de tornar a aparência e a textura de um traje com precisão.
Para se parecerem mais com os personagens que estão retratando, os cosplayers também podem se envolver em várias formas de modificação corporal. Os cosplayers podem optar por mudar a cor da pele utilizando maquiagem para simular mais a etnia do personagem que estão adotando. Lentes de contato que combinam com a cor dos olhos de seus personagens são uma forma comum disso, especialmente no caso de personagens com olhos particularmente únicos como parte de seu visual de marca registrada. Lentes de contato que fazem a pupila parecer ampliada para ecoar visualmente os olhos grandes de personagens de anime e mangá também são usadas.

### Apresentação
O cosplay pode ser apresentado de diversas formas e lugares. Uma subcategoria da cultura do cosplay é focada no apelo sexual, com cosplayers escolhendo especificamente personagens conhecidos por sua atratividade ou trajes reveladores. No entanto, vestir um traje revelador pode ser uma questão sensível ao aparecer em público. Nos anos 1970, era tão comum que pessoas aparecessem nuas em convenções de fãs de ficção científica americanas que foi introduzida uma regra de "nenhum traje é nenhum traje". Algumas convenções nos Estados Unidos, como a Phoenix Comicon (agora conhecida como Phoenix Fan Fusion) e a Penny Arcade Expo, também estabeleceram regras nas quais reservam o direito de pedir aos participantes que saiam ou mudem de traje se considerarem inapropriado para um ambiente familiar ou algo de natureza semelhante.

#### Convenções

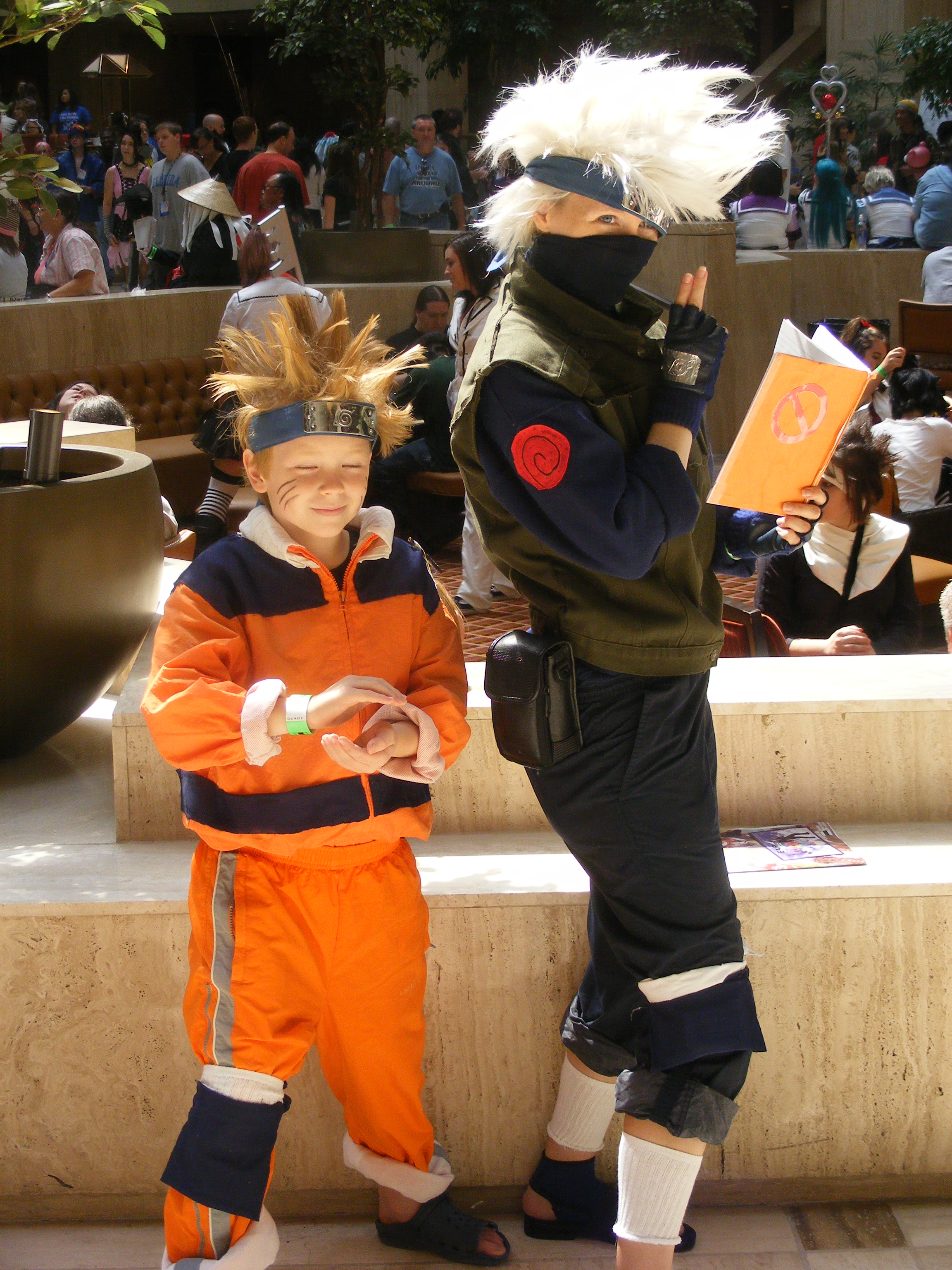
Dois cosplayers de Naruto e Kakashi (da série de mangás e animes Naruto).

A forma mais popular de apresentar um cosplay publicamente é usá-lo em uma convenção de fãs. Existem várias convenções dedicadas a anime e mangá, quadrinhos, programas de TV, videogames, ficção científica e fantasia ao redor do mundo.
O maior evento único apresentando cosplay é a convenção semestral de doujinshi, a Comiket, realizado na Japão durante o verão e o inverno. A Comiket atrai centenas de milhares de fãs de mangá e anime, onde milhares de cosplayers se reúnem no telhado do centro de exposições. Na América do Norte, as convenções de fãs mais frequentadas por cosplayers são a San Diego Comic-Con e a New York Comic Con nos Estados Unidos, e as convenções de anime Anime North em Toronto, a Otakon em Washington, D.C. e a Anime Expo em Los Angeles. O maior evento da Europa é o Japan Expo em Paris, enquanto a London MCM Expo é a mais notável no Reino Unido. No Brasil, as maiores convenções de fãs frequentadas por cosplayers são a Brasil Game Show (BGS), uma convenção de videogames realizada em São Paulo, o Anime Friends, uma convenção voltada especificamente para anime e mangá, realizada anualmente em julho, em São Paulo, e a CCXP, que é realizada anualmente no início de dezembro, também na capital paulista. Outras convenções importantes no Brasil onde há a presença de cosplayers incluem o anual Animextreme e o semestral Dreamfest, em Porto Alegre, o Anime Summit, realizado em Brasília, e a SANA (Superamostra Anual de Animes), realizada em Fortaleza.
Em diferentes feiras de quadrinhos, são criadas "Áreas Temáticas" onde os cosplayers podem tirar fotos em um ambiente que segue o do jogo ou produto de animação do qual foram inspirados. Às vezes, os cosplayers fazem parte da área, desempenhando o papel de equipe com a tarefa de entreter os outros visitantes. As áreas são organizadas por associações sem fins lucrativos de fãs, mas em algumas feiras importantes, é possível visitar áreas organizadas diretamente pelos desenvolvedores de videogames ou pelos produtores de anime.[carece de fontes?]

### Fotografias

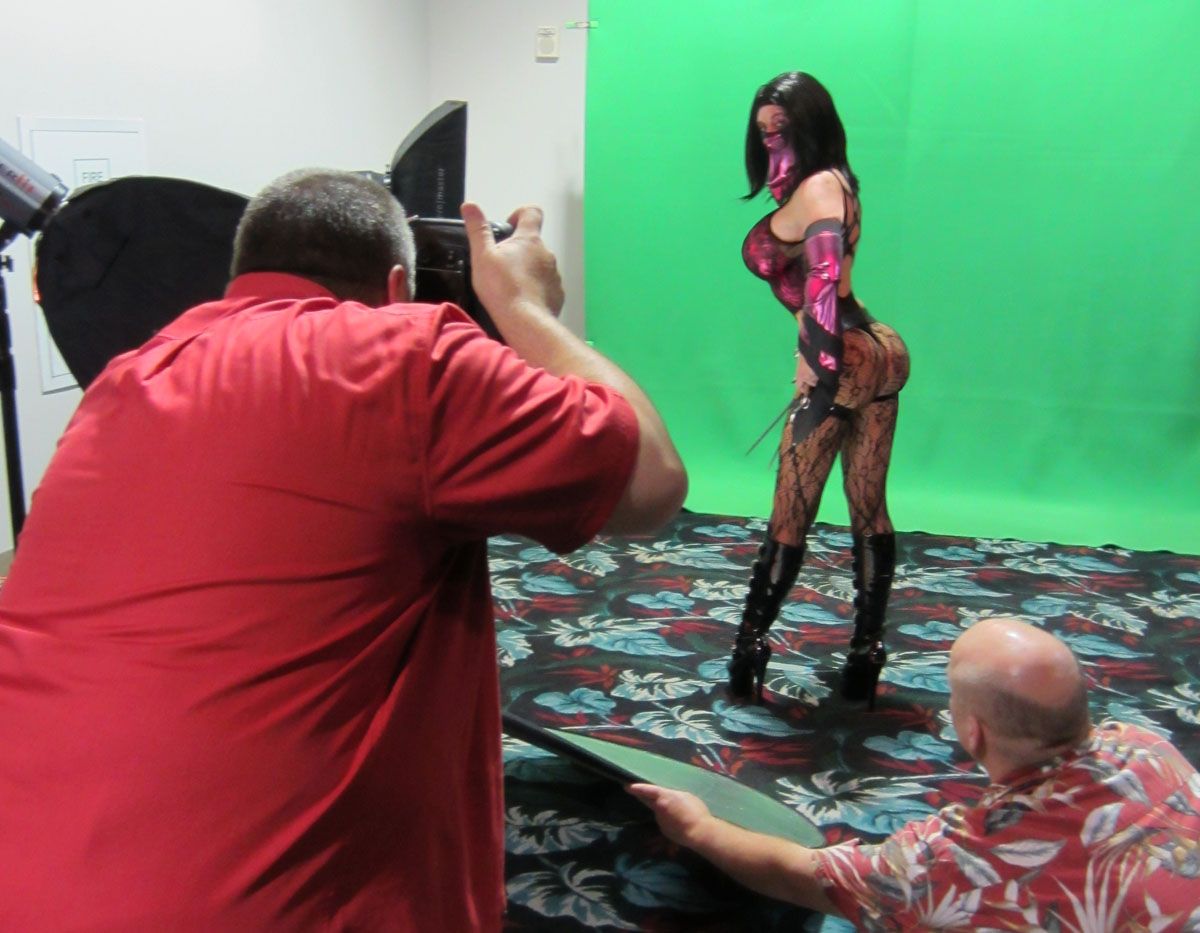
Fotógrafo profissional trabalhando com uma cosplayer de Mileena (da série de jogos Mortal Kombat) em uma sessão de fotos em um estúdio chroma key na Space City Con 2014 nos Estados Unidos.

A presença de cosplayers em eventos públicos os torna um atrativo popular para fotógrafos. Quando isso se tornou aparente no final da década de 1980, uma nova variante de cosplay se desenvolveu em que os cosplayers participavam de eventos principalmente com o objetivo de modelar seus personagens para fotografia estática, em vez de se envolver em dramatizações contínuas. Regras de etiqueta foram desenvolvidas para minimizar situações embaraçosas envolvendo limites. Cosplayers posam para fotógrafos e fotógrafos não os pressionam para obter informações de contato pessoal ou sessões privadas, os seguem para fora da área ou tiram fotos sem permissão. As regras permitem que a relação colaborativa entre fotógrafos e cosplayers continue com o mínimo de inconveniência entre si.
Alguns cosplayers optam por ter um fotógrafo profissional tirando fotos de alta qualidade deles em seus trajes posando como o personagem. Cosplayers e fotógrafos frequentemente expõem seus trabalhos online e às vezes vendem suas imagens.

### Competições
À medida que a popularidade do cosplay aumentou, muitas convenções passaram a incluir um concurso de cosplay que pode ser o destaque principal do evento. Os participantes apresentam seus cosplays e, frequentemente, para concorrer a um prêmio, o cosplay deve ser feito por eles mesmos. Os participantes podem optar por realizar uma encenação, que pode consistir em um roteiro curto encenado ou uma dança, com a opção de áudio, vídeo ou imagens exibidas em uma tela acima. Outros participantes podem simplesmente escolher posar como seus personagens. Frequentemente, os participantes são brevemente entrevistados no palco por um mestre de cerimônias. A plateia tem a oportunidade de fotografar os cosplayers. Os cosplayers podem competir individualmente ou em grupo. São concedidos prêmios, e estes podem variar consideravelmente. Geralmente, há um prêmio para o melhor cosplayer, um prêmio para o melhor grupo e prêmios para os segundos colocados. Também podem haver prêmios para a melhor encenação e várias subcategorias de habilidades em cosplay, como mestre alfaiate, mestre fabricante de armas, mestre armeiro, entre outros.
O evento de concurso de cosplay popular é a World Cosplay Summit, que seleciona cosplayers de 40 países para competir na rodada final em Nagoya, Japão. Alguns outros eventos internacionais incluem o European Cosplay Gathering (cujas finais ocorrem na Japan Expo em Paris), o EuroCosplay (cujas finais ocorrem na London MCM Comic Con) e o Nordic Cosplay Championship (finais ocorrendo na NärCon em Linköping, na Suécia).

#### Critérios comuns de julgamento em uma competição de cosplay

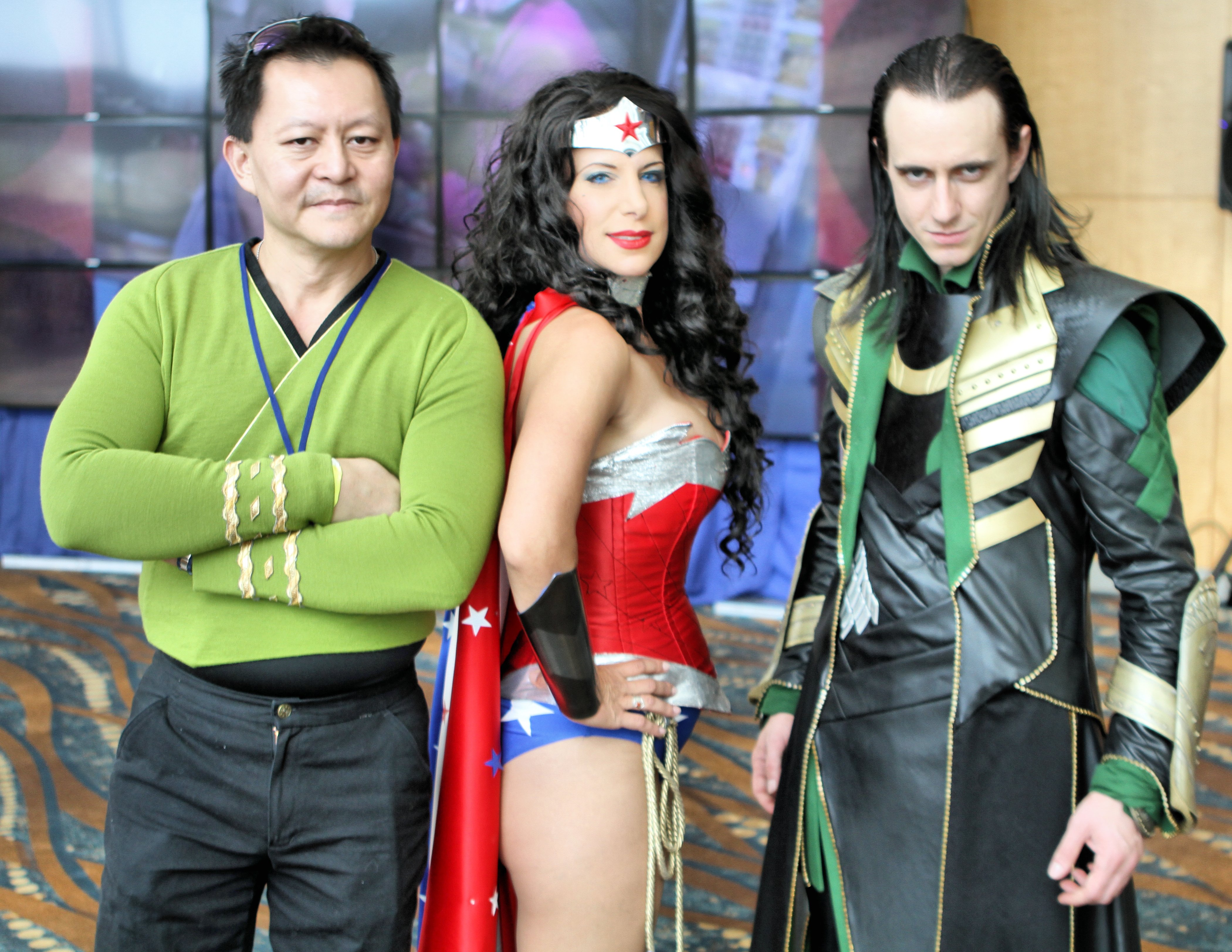
Três cosplayers em uma convenção de quadrinhos em Long Beach, na Califórnia, nos Estados Unidos, em 2014. Eles representam um personagem de Star Trek, a super-heroína Mulher-Maravilha (universo DC comics) e o supervilão Loki (universo Marvel Comics).

Os critérios de julgamento da competição cosplay variam muito de acordo com o país, tema do evento e proposta do concurso. Nos EUA, onde o hobbie se deu inicio, até hoje seguem com modelos chamados "masquerades", onde cosplays originais são muito mais valorizados que recriações exatas de obras já existentes. Nas masquerades (a exemplo World Con e San Diego Comic Con) as regras do concurso proíbem a participação de fantasias compradas prontas ou encomendada por terceiros. Todo participante precisa criar a fantasia com suas próprias mãos e recursos com a ajuda de um numero pequeno de pessoas e numa porcentagem baixa da realização da fantasia (ou seja, nada de cosmakers ou propmakers externos). Segundo um argumento que alguns organizadores usavam: "é um concurso de quem sabe fazer melhor, não de quem pode pagar mais para alguém fazer por ele". Nesses concursos também é valorizado releituras e adaptações originais, fazendo do cosplay uma extensão artística do próprio cosplayer.
O critério originalidade no entanto não é muito popular na cultura nipônica, que passou a ser um modelo copiado no Brasil. Tanto no oriente como no Brasil o hobbie se focou no critério de precisão e fidelidade à personagem retratada, vetando a participação de personagens originais em muitos concursos.
Esta tabela contém uma lista dos critérios mais comuns de julgamento em competições de cosplay como a World Cosplay Summit, Cyprus Comic Con, e a ReplayFX.
| Critério              | Descrição                                                         | Exemplo |
| --------------------- | ----------------------------------------------------------------- | --- |
| Precisão              | Semelhança com o personagem original em termos de aparência.      | - Cor/estilo de cabelo - Maquiagem - Fantasia - Props - Adereços de palco                                                                                                  |
| Habilidade de criação | Qualidade e detalhes do figurino e adereços.                      | - Quão bem o traje é feito - Funcionalidade do traje - Qualidade dos materiais - Nível de detalhe - Quantidade de esforço - Porcentagem de fantasia feita à mão - Técnica  |
| Apresentação          | Semelhança em termos de representação e desempenho do personagem. | - Atuação - Postura - Movimento - Diálogos com frases icônicas e tons de voz do personagem - Expressões faciais - Interação com outros personagens - Fidelidade à história |
| Impacto do público    | Presença de palco e conexão com o público                         | - Contato nos olhos - Uso pleno do espaço cênico - Engajamento com o público                                                                                               |

### Crossplay

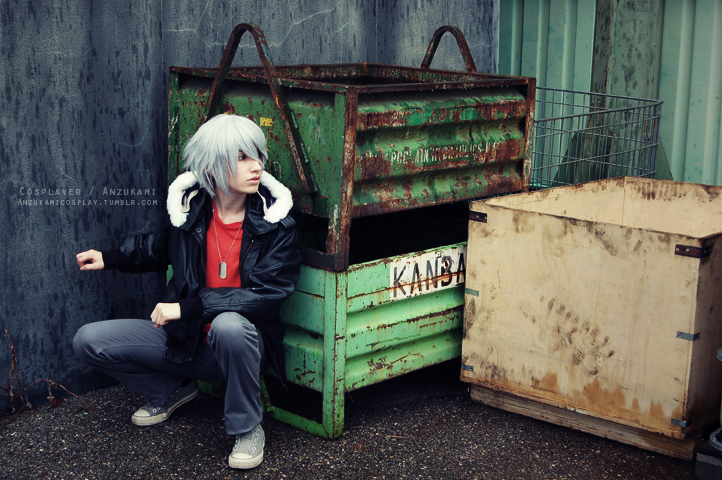
Um crossplay do personagem Akira, do videogame Togainu no Chi.

Retratar um personagem do sexo oposto é chamado de crossplay. A praticidade do crossplay decorre em parte da abundância nos mangás de personagens masculinos com características delicadas e um tanto andróginas. Esses personagens, conhecidos como bishōnen (lit. "menino bonito"), são equivalentes asiáticos do arquétipo do menino élfico representado na tradição ocidental por figuras como Peter Pan e Ariel.
Cosplayers masculinos e femininos podem ter problemas ao tentar retratar uma personagem feminina porque é difícil manter a feminilidade sexualizada de uma personagem. Os cosplayers masculinos também podem ser sujeitos a discriminação, incluindo comentários homofóbicos e serem tocados sem permissão. Isso afeta os homens possivelmente com ainda mais frequência do que as mulheres, apesar do contato inadequado já ser um problema para as mulheres que fazem cosplay, assim como o slut-shaming.

### Questões de assédio

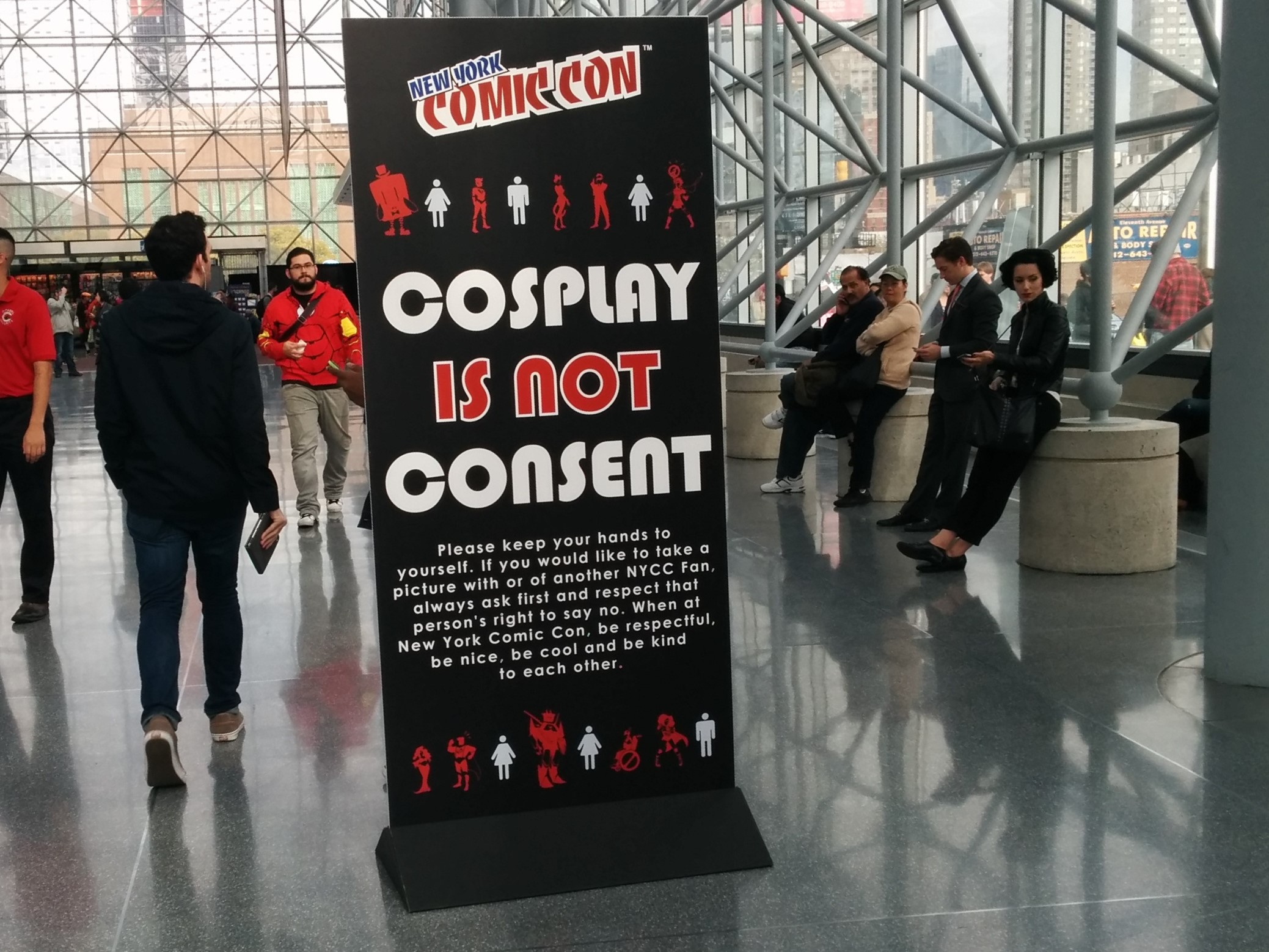
Uma placa "Cosplay Não É Consentimento", durante a edição de 2014 da New York Comic Con

Cosplay is Not Consent (ou Cosplay Não é Consentimento), um movimento iniciado em 2013 por Rochelle Keyhan, Erin Filson e Anna Kegler, trouxe à tona, para o público em geral, a questão do assédio sexual na comunidade de cosplayers que frequenta convenções. O assédio a cosplayers inclui fotografias sem permissão, abuso verbal, toques e apalpadas. O assédio não se limita a mulheres com trajes provocativos, pois cosplayers masculinos também relataram serem intimidados por não se encaixarem em determinadas fantasias e personagens.
A partir de 2014, a New York Comic Con colocou grandes placas na entrada do evento afirmando que "Cosplay Não é Consentimento". Os participantes foram lembrados de pedir permissão para fotos e respeitar o direito da pessoa de dizer não. O movimento contra o assédio sexual a cosplayers continuou a ganhar impulso e conscientização desde que foi divulgado. Meios de comunicação tradicionais, como Mercury News e Los Angeles Times, noticiaram o tema, trazendo consciência sobre o assédio sexual para aqueles fora da comunidade do cosplay.

### Questões de etnia
À medida que o cosplay adentra mais na mídia convencional, a etnia se torna um ponto polêmico. Cosplayers de cor de pele diferente do personagem muitas vezes são ridicularizados por não serem 'precisos' ou 'fiéis'. Muitos cosplayers sentem que qualquer pessoa pode fazer cosplay de qualquer personagem, mas a situação se complica quando os cosplayers não são respeitosos com a etnia do personagem. Essas visões contrárias a cosplayers não brancos dentro da comunidade têm sido atribuídas à falta de representação na indústria e na mídia. Questões como "blackface"  e "yellowface" ainda são controversas, uma vez que uma grande parte da comunidade de cosplay as vê como problemas separados ou simplesmente como uma parte aceitável do cosplay. A etnia permanece um tema polarizador hoje, com discussões em andamento tanto pessoalmente quanto online.

### Cospobre
O neologismo "cospobre" é usado no português brasileiro para se referir a um tipo divertido e criativo de cosplay, onde os participantes criam fantasias de personagens de forma improvisada, usando materiais simples, baratos e muitas vezes reciclados, como papelão, papel alumínio, sacolas plásticas, garrafas PET ou itens do quotidiano. O neologismo, que combina "cosplay" com "pobre", é usado de maneira bem-humorada e valoriza mais a criatividade e o humor do que a fidelidade ou sofisticação na reprodução do personagem.